# John Grey di Groby
John Grey (1432 – 17 febbraio 1461) è stato un cavaliere medievale inglese Lancasteriano.

## Biografia

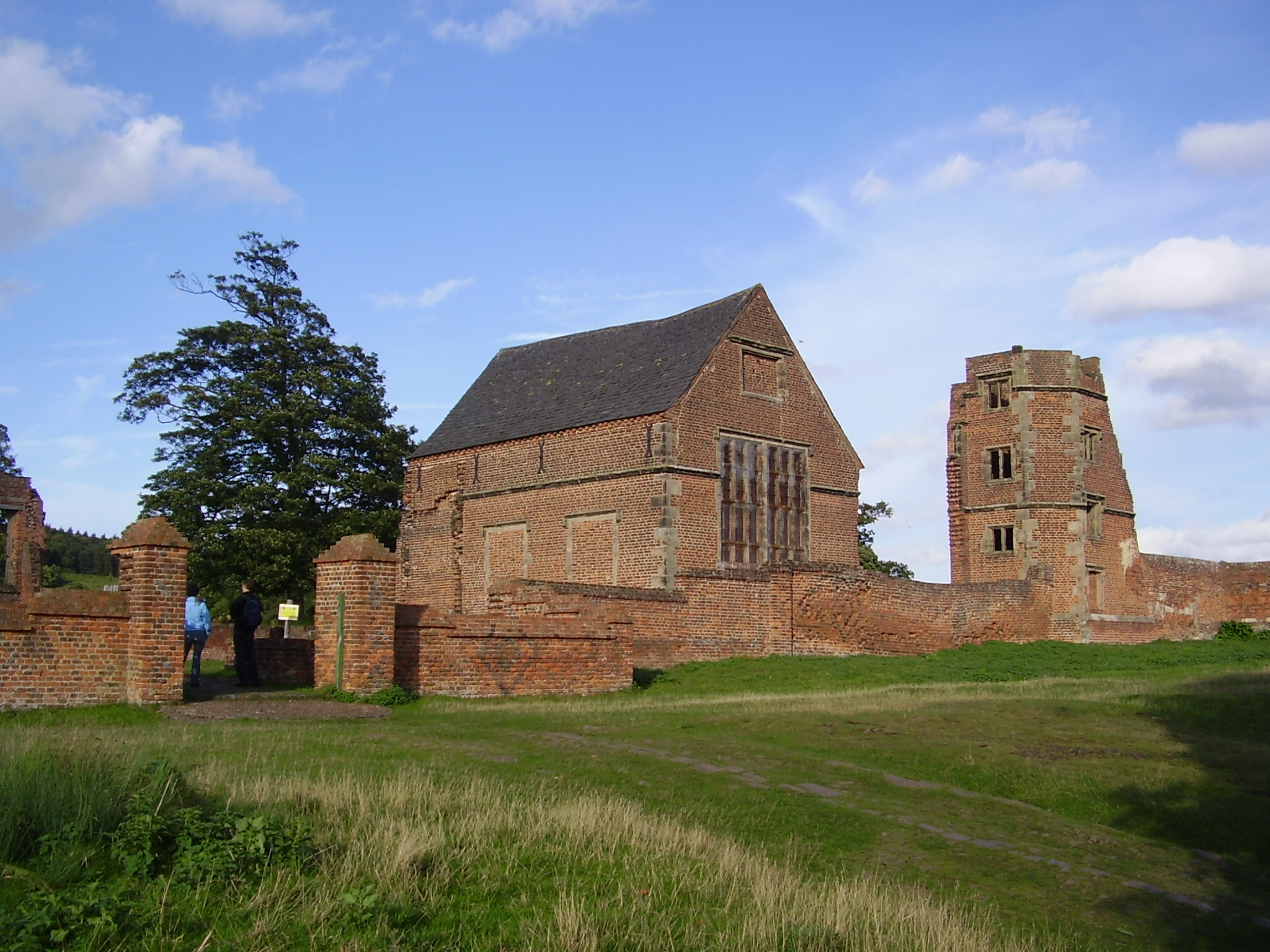
I resti della casa dei Gray, Bradgate House

Era figlio di Sir Edward Grey (c. 1415–1457) e dell'ereditiera Elizabeth Ferrers, VI baronessa Ferrers di Groby (1419–1483). Dato che alle donne non era permesso sedere in parlamento, suo padre vi venne convocato come barone Ferrers di Groby per esercitare il diritto sua moglie.
Dopo la morte del padre, la madre di Grey si risposò con John Bourchier, che assunse il titolo di barone Ferrers di Groby.
Intorno al 1452 Sir John Grey sposò Elisabetta Woodville, la figlia più grande di Richard Woodville, I conte di Rivers e Giacometta di Lussemburgo, vedova di Giovanni Plantageneto, I duca di Bedford.
Dall'unione nacquero due figli:
- Thomas Grey (c. 1455 – 20 settembre 1501), più tardi divenuto marchese di Dorset;
- Richard Grey (1460? – 25 giugno 1483), che venne fatto uccidere a 23 anni da Riccardo III d'Inghilterra.

Elisabetta divenne successivamente erede di suo fratello Richard.
Grey morì nella seconda battaglia di St Albans nel 1461, combattendo per i Lancaster. Sua moglie successivamente sarebbe divenuta regina d'Inghilterra sposando Edoardo IV d'Inghilterra acclamato come nuovo re d'Inghilterra dalla fazione Yorkista.
Grey non riuscì ad ereditare il titolo della madre in quanto le premorì. Il titolo barone Grey di Groby sarebbe stato ricreato il 21 luglio 1603 per il suo diretto discendente, Henry Grey (c.1547–1614).